# Saint-Laurent-de-Muret
Saint-Laurent-de-Muret (okzitanisch: Sent Laurenç de Muret) ist ein Ort und eine südfranzösische Gemeinde mit 191 Einwohnern (Stand 1. Januar 2022) im Département Lozère im Norden der Region Okzitanien. Mit seiner Höhenlage von ca. 1180 m ist Saint-Laurent-de-Muret einer der höchstgelegenen ständig bewohnten Orte des Zentralmassivs.

## Lage
Der Ort Saint-Laurent-de-Muret liegt auf dem Plateau von Aubrac oberhalb des Flüsschens Piou in den südöstlichen Ausläufern des Zentralmassivs in einer Höhe von ca. 1180 m ü. d. M. etwa 48 Kilometer (Fahrtstrecke) nordwestlich von Mende bzw. etwa 160 Kilometer südlich von Clermont-Ferrand. Das Gemeindegebiet gehört zum Regionalen Naturpark Aubrac.

## Geologie
Die bergige Umgebung des Ortes wird dominiert von erloschenen Vulkankegeln – darunter der Pic de Mus (1324 m), der Truc de Muret (1244 m) und die Tournelle (1208 m). Daneben gibt es auch zwei ältere Tafelberge, deren Spitzen im Verlauf der letzten Eiszeit abgeschliffen wurden: die Montagne de Rabios mit ihrer höchsten Erhebung, der Moure de Legue (1353 m) und der Plô du Faltre (1380 m). Stellenweise tritt untergründiges Granitgestein zutage, mit welchem früher die Häuser der Gegend erbaut wurden. An den Berghängen entspringen mehrere kleinere Bergbäche und -flüsse, die allesamt in die Colagne und über diese in den Lot und zuletzt in die Garonne einmünden.

## Bevölkerungsentwicklung
| Jahr      | 1800 | 1851 | 1901 | 1954 | 1999 | 2018 |
| Einwohner | 252  | 590  | 616  | 332  | 164  | 183  |

Als Folge des Verlusts von Arbeitsplätzen durch die Mechanisierung der Landwirtschaft ging die Einwohnerzahl von Saint-Laurent-de-Muret seit dem Beginn des 20. Jahrhunderts kontinuierlich bis auf die Tiefststände in den letzten Jahrzehnten zurück.

## Wirtschaft
In der Region wurde die Landwirtschaft jahrhundertelang in erster Linie zur Selbstversorgung betrieben. Heute spielt – neben der weitgehend in Form der Mutterkuhhaltung betriebenen Zucht der Aubrac-Rinder – der Tourismus in Form der Vermietung von Ferienwohnungen (gîtes) eine nicht unwichtige Rolle im Wirtschaftsleben der Gemeinde.

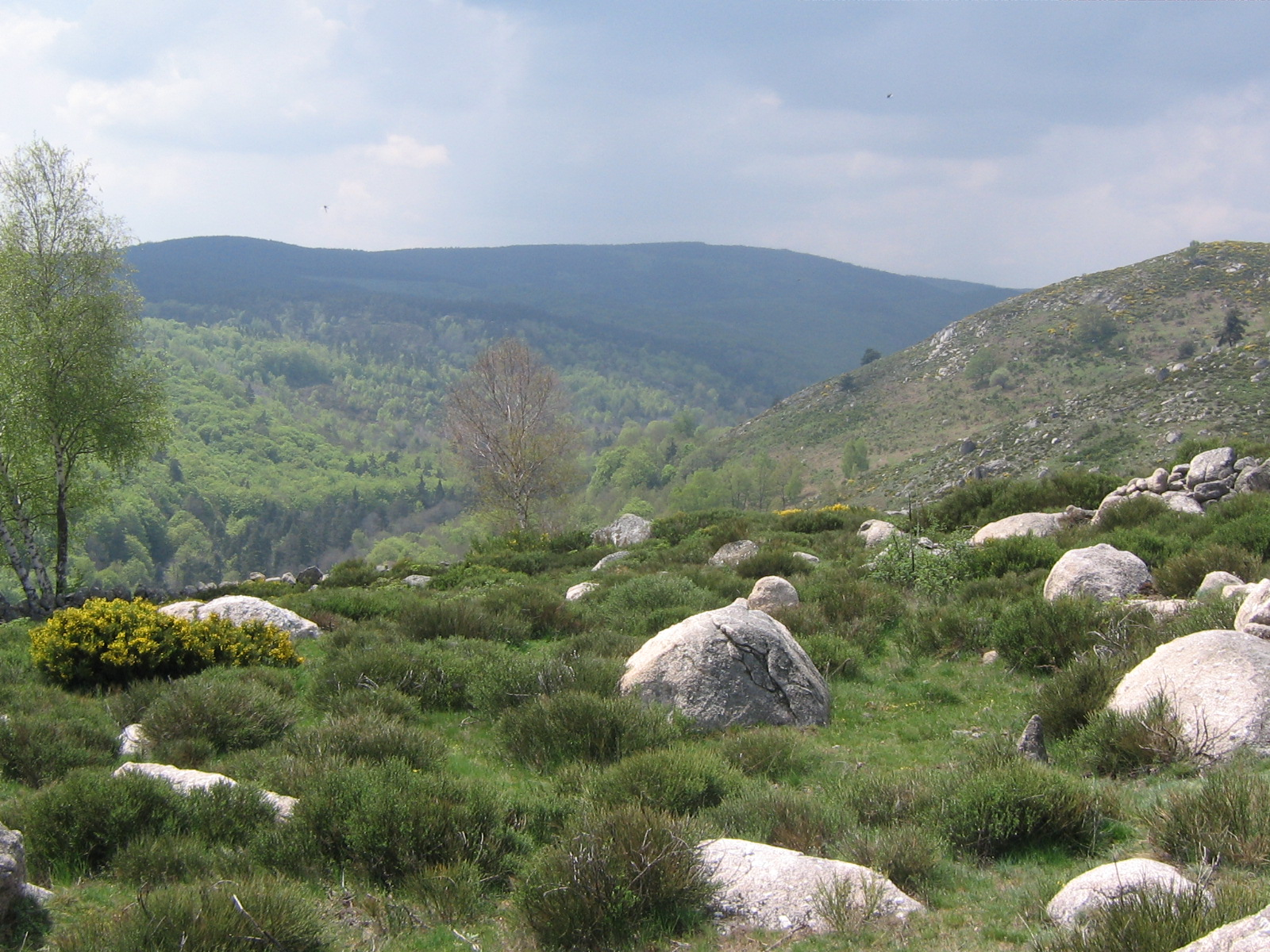
Landschaft im Tal des Flüsschens Biourière

## Geschichte
Ort und Pfarre standen durch eine Bulle des Papstes Martin V. seit dem frühen 15. Jahrhundert in Abhängigkeit von der Kollegiatkirche von Marvejols. Die Hugenotten-, Kamisarden- und Cevennenkriege im 16., 17. und frühen 18. Jahrhundert haben in Saint-Laurent keine Spuren hinterlassen.

## Sehenswürdigkeiten
Die landschaftliche Umgebung des Ortes lädt zu Wanderungen ein, im Rahmen derer auch die Gipfel der umliegenden Berge erklettert werden können. Der Gipfel des Pic de Mus, auf dem heute eine Marienstatue (Notre-Dame-de-la-Montagne) steht, ist ein uralter – vielleicht noch aus heidnischer Zeit stammender – Pilgerort.
Die Pfarrkirche des Ortes ist ein Bau aus dem 19. Jahrhundert mit einer Stilmischung aus neoromanischen und neogotischen Elementen.

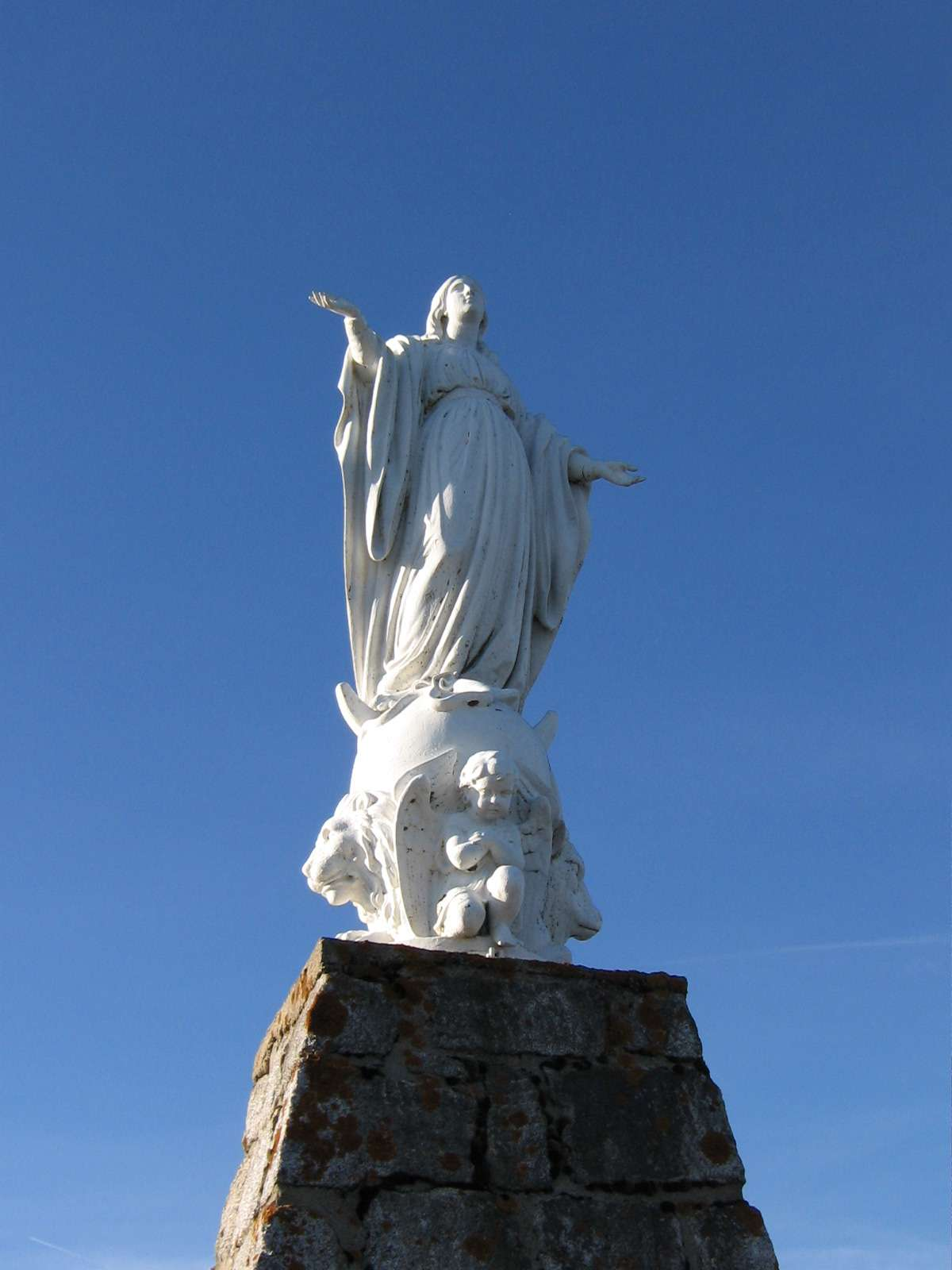
Marienstatue auf dem Pic de Mus
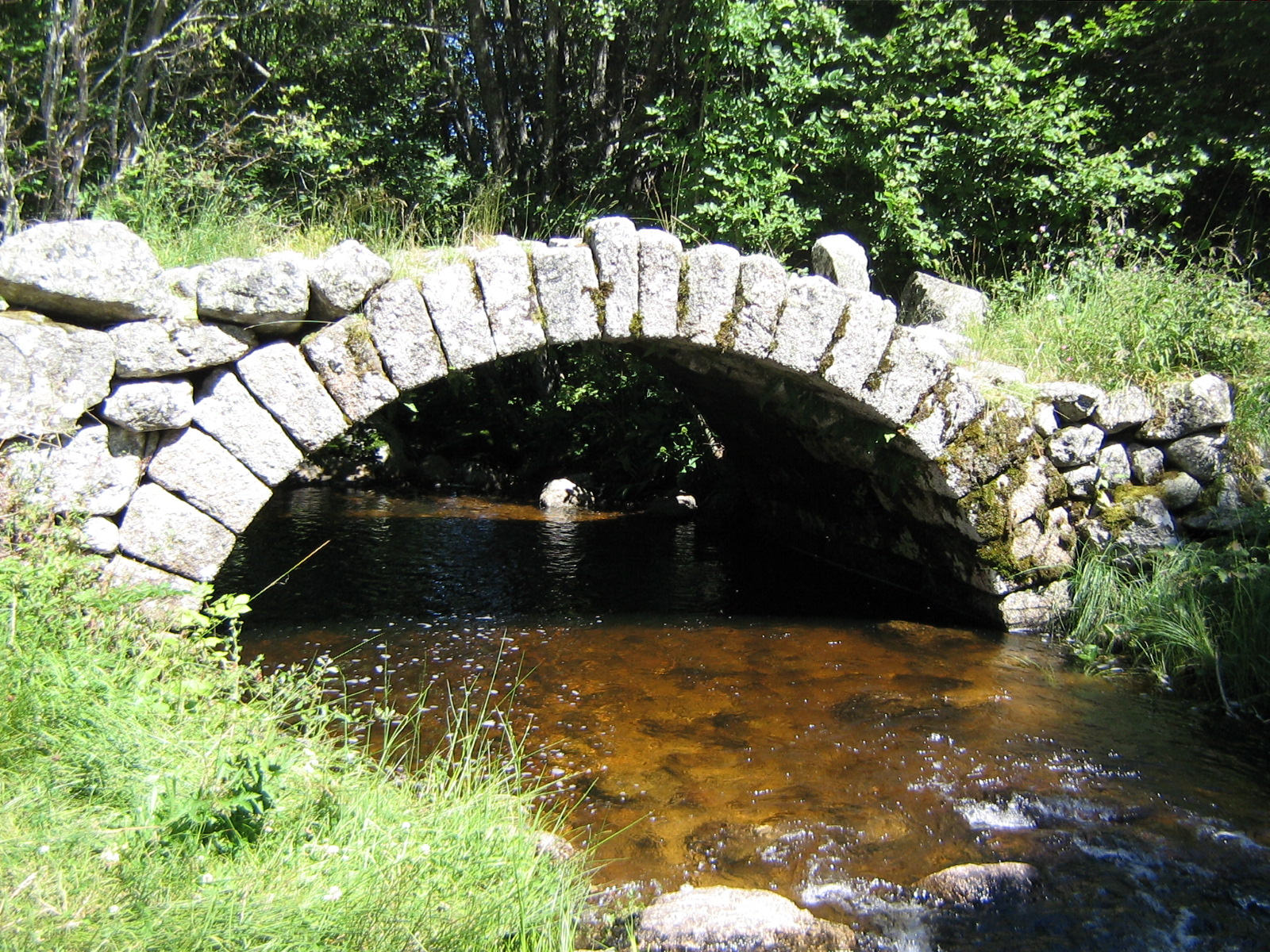
Alte Brücke über die Blatte
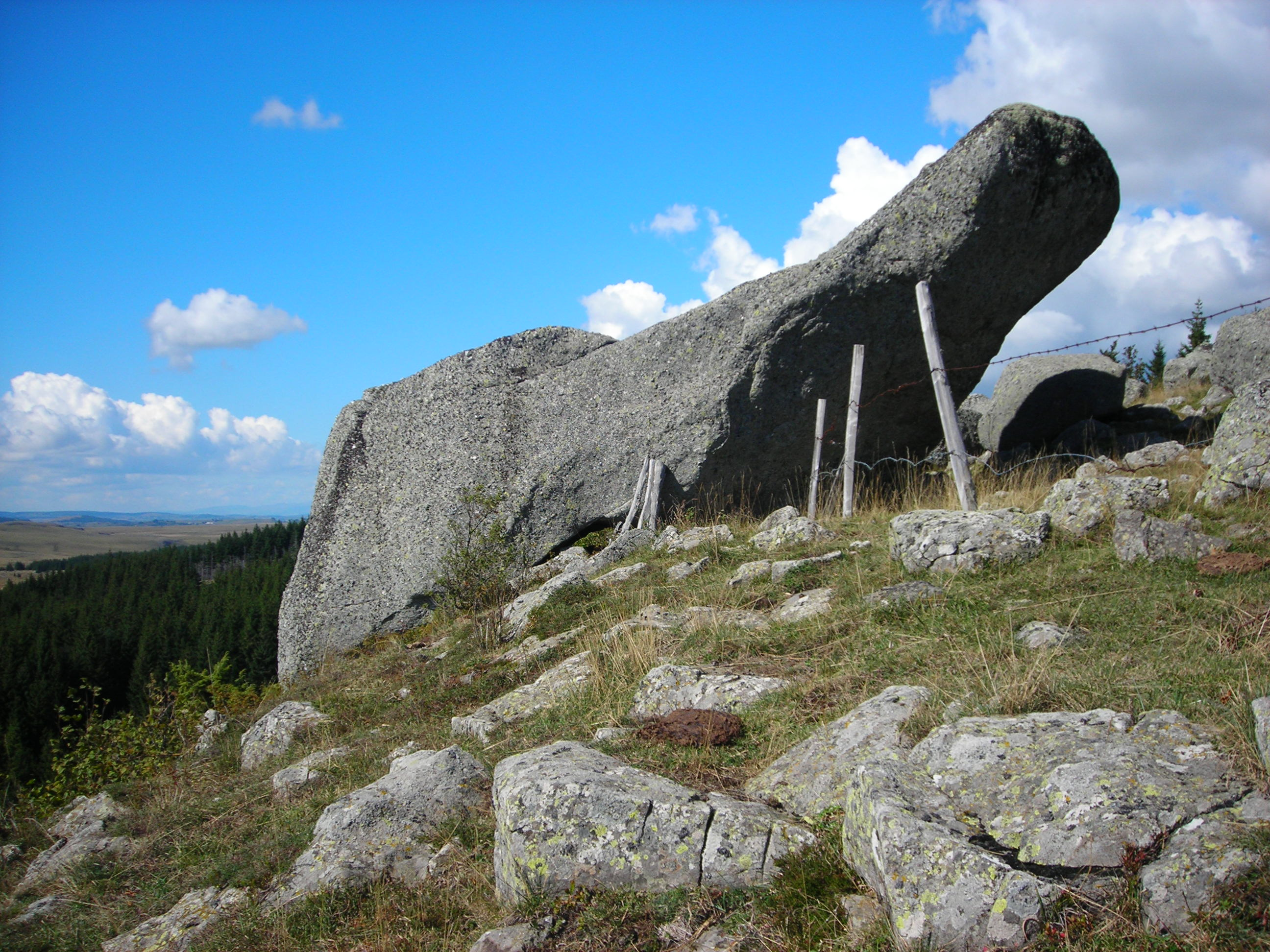
Granitblock auf dem Gipfel der Moure de Legue
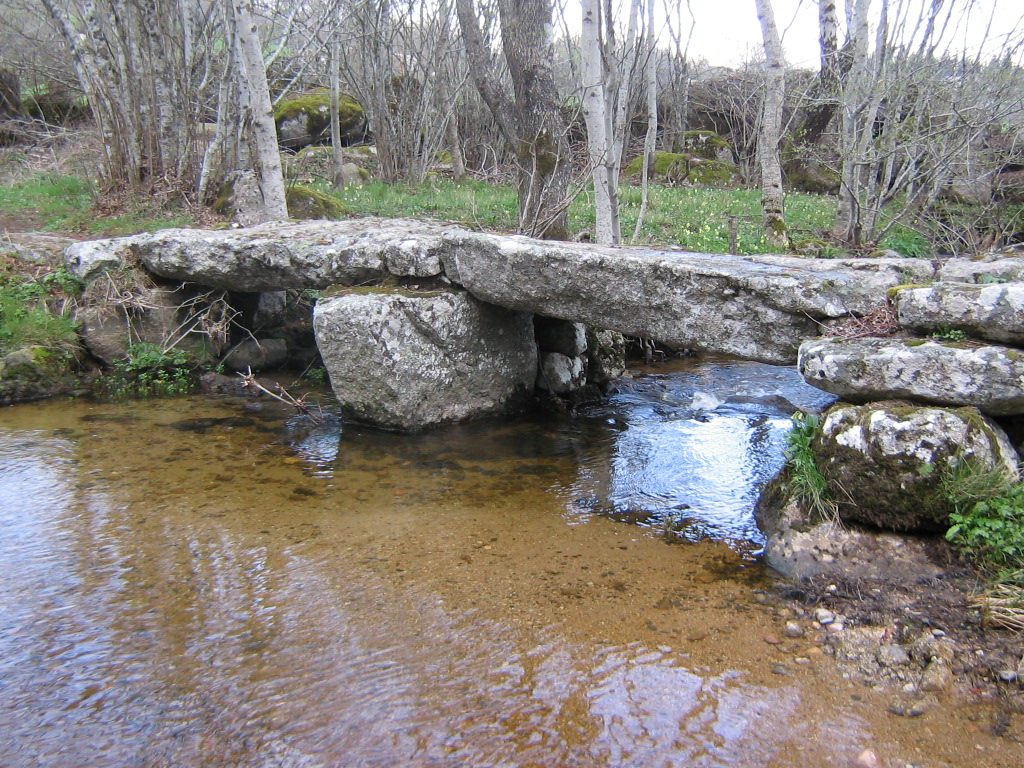
Steinplattenbrücke über den Piou beim Weiler Le Mas de Muret